# Bjargtangar

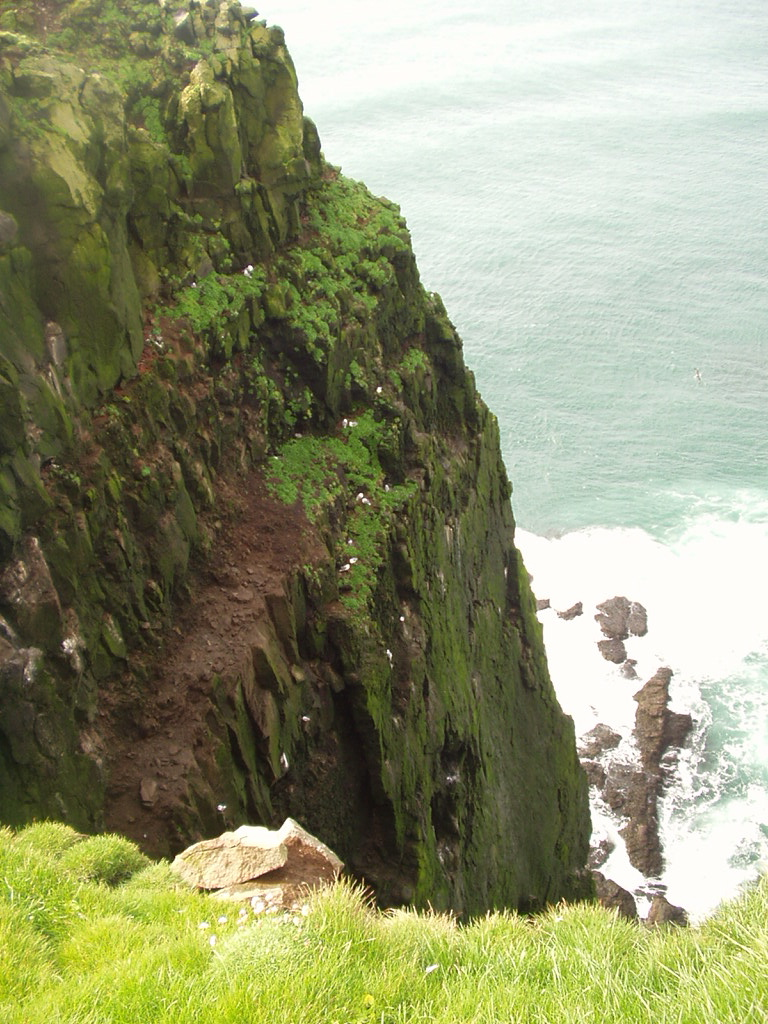
Widok na klif w pobliżu Bjargtangar

Bjargtangar – najbardziej na zachód wysunięty punkt Islandii i jednocześnie najdalej na zachód wysunięty fragment Europy, nie wliczając portugalskich Azorów, co do których przynależności kontynentalnej trwają dyskusje. Znajduje się w powiecie Barðastrandarsýsla. Jest to także najdalej na zachód położone miejsce w strefie czasowej GMT.